# Papilio moerneri
Papilio moerneri là một loài bướm thuộc họ Papilionidae. Nó là loài đặc hữu của Papua New Guinea.